# انتخابية ساكسونيا
انتخابية ساكسونيا (بالألمانية: Kurfürstentum Sachsen) كانت إقليمًا تابعًا للإمبراطورية الرومانية المقدسة خلال الفترة من عام 1356 إلى عام 1806. تمركزت في البداية حول مدينة فيتنبرغ، ثم توسعت لتشمل مناطق حول مدن دريسدن ولايبزيغ وكمنيتس. اعتُبرت انتخابية ساكسونيا من الدول الكبرى في الإمبراطورية الرومانية المقدسة، حيث كانت واحدة من الولايات الناخبة ولعبت دورًا أساسيًا كقوة حامية للأقاليم البروتستانتية، إلى أن انتقلت هذه الوظيفة لاحقًا إلى جارتها، براندنبورغ بروسيا.
في المرسوم الذهبي لعام 1356، منح الإمبراطور كارل الرابع دوقية ساكس-فيتنبرغ مكانة إقليم انتخابي، مما جعل حاكمها أحد الأمراء الناخبين المسؤولين عن اختيار الإمبراطور الروماني المقدس. وعقب انقراض السلالة الذكورية لعائلة أسكانيا الحاكمة في ساكس-فيتنبرغ عام 1422، انتقلت الدوقية وحق الانتخاب إلى عائلة فيتين. تجدر الإشارة إلى أن الامتيازات الانتخابية كانت مرتبطة بشكل حصري بالدائرة الانتخابية، وتحديدًا بأراضي دوقية ساكس-فيتنبرغ السابقة.
في معاهدة لايبزيغ لعام 1485، تم تقسيم بيت النبلاء «فيتن» بين أبناء الناخب فريدريك الثاني إلى فرعين: الإرنستيين (Ernestine) والألبرتينيين (Albertine)، حيث انتقلت المنطقة الانتخابية إلى الإرنستيين. وفي عام 1547، عندما هُزم الناخب الإرنستي يوهان فريدريك الأول في حرب شمالكالديك (Schmalkaldic War)، انتقلت المنطقة الانتخابية وحق الانتخاب إلى الفرع الألبرتي. وظل الألبرتينيون في منصب الناخبين حتى حل الإمبراطورية الرومانية المقدسة عام 1806، وبعد ذلك حصلوا على مملكة ساكسونيا من خلال تحالفهم مع نابليون. وهكذا تحولت الانتخابية الساكسونية إلى مملكة ساكسونيا.
تمتعت الانتخابية الساكسونية باقتصاد متنوع ودرجة كبيرة من الازدهار، على الرغم من تعرضها لانتكاسات كبيرة خلال حرب الثلاثين عامًا (1618–1648) وما تلاها، بالإضافة إلى الخسائر الناتجة عن حرب السنوات السبع (1756–1763) ورغم هذا الازدهار النسبي، ظل تطور هياكل الطبقة الوسطى محدودًا بسبب هيمنة النبلاء والإدارة المركزية، مما جعل ساكسونيا تتخلف عن الدول الغربية الأكثر تقدمًا في ذلك الوقت، مثل جمهورية هولندا. ومع ذلك، لعبت ساكسونيا دورًا محوريًا في التأثيرات الإنسانية والتعليمية، ويرجع ذلك إلى الإصلاح الديني الذي انطلق من أراضيها في أوائل القرن السادس عشر. في القرن الثامن عشر، برزت الثقافة والفنون الساكسونية بشكل لافت، حيث شهدت ازدهارًا ملحوظًا.
على مدى ما يقرب من مئتي عام، وحتى نهاية القرن السابع عشر، احتلت الانتخابية الساكسونية مكانة بارزة باعتبارها ثاني أهم الأراضي في الإمبراطورية الرومانية المقدسة، حيث لعبت دورًا مركزيًا كواحدة من الحماة الرئيسيين للإمارات البروتستانتية داخل الإمبراطورية. بلغت الانتخابية ذروتها بعد ترقيتها إلى مملكة ساكسونيا عام 1806. وفي عام 1807، وصلت مساحة ساكسونيا إلى 34,994 كيلومترًا مربعًا (نحو 13,500 ميل مربع)، بينما بلغ عدد سكانها نحو 2,010,000 نسمة، مما يعكس قوة اقتصادية وسياسية كبيرة في ذلك الوقت.

## تأسيس الانتخابية

### خلفية تاريخية
منذ نهاية القرن الثاني عشر وحتى منتصف القرن الثالث عشر، تشكلت مجموعة ضيقة من الناخبين الإمبراطوريين الذين تمكنوا من حصر العضوية في هذه الهيئة على أنفسهم واستبعاد الآخرين. في البداية، تألفت هيئة الناخبين من أميرين كنسيين وأميرين علمانيين، وكان من بينهم دوق ساكسونيا. ومع توسع هذه الحلقة في القرن الثالث عشر، أصبحت الهيئة تضم سبعة أعضاء: أساقفة ماينز، وترير، وكولونيا، بالإضافة إلى كونت بالاتين الراين، ومرغريف براندنبورغ، وملك بوهيميا، ودوق ساكسونيا. في أوائل القرن الثالث عشر، جرى ربط حقوق الانتخاب بالأراضي المحددة لكل ناخب، وأصبحت هذه الحقوق مستقرة ودائمة. بالنسبة إلى الانتخابية الساكسونية، كانت الأرض المرتبطة بهذه الحقوق هي دوقية ساكس-فيتنبرغ.
ساكسونيا القديمة في أوائل العصور الوسطى كانت تغطي منطقة تقابل تقريبًا ما يُعرف اليوم بولاية ساكسونيا السفلى في ألمانيا. في عام 1180، قام الإمبراطور فريدريك بربروسا، المنتمي إلى سلالة هوهنشتاوفن، بتجريد هنري الأسد، دوق ساكسونيا، من سلطاته، مما أدى إلى تقسيم دوقيته. تم منح الجزء الغربي إلى رئيس أساقفة كولونيا كدوقية ويستفاليا، بينما انتقل الجزء الشرقي، الذي احتفظ باسم ساكسونيا، إلى بيت أسكانيا. أصبح برنهارد الثالث أول دوق يحمل لقب الدوق الساكسوني في النظام الجديد. ومع ذلك، لم يتمكن برنهارد من فرض سيطرته الإقليمية على كامل أراضي دوقية ساكسونيا القديمة التي مُنحت له، مما أدى إلى نشوء دوقية ساكسونيا الأسكانية الجديدة، التي تشكلت فقط بناءً على لقبه وممتلكاته الإقطاعية الإمبراطورية، التي كانت تقتصر على منطقتي لاونبورغ (Lauenburg) وفيتنبرغ (Wittenberg).
خلف برنارد الثالث ابنه ألبرت الأول، الذي حكم بين عامي 1212 و1260. وبعد وفاة ألبرت الأول في عام 1260، قسم أبناؤه، جون الأول وألبرت الثاني، أراضيه إلى دوقيتين: دوقية ساكس-فيتنبرغ ودوقية ساكس-لاونبورغ. في البداية، حكم الشقيقان معًا، ولكن عندما تولى ألبرت الثاني منصب البرجريف في ماغديبورغ عام 1269، أصبح تقسيم الأراضي بينهما نهائيًا. تم توثيق هذا التقسيم رسميًا في عام 1296. تميزت دوقية ساكس-فيتنبرغ لاحقًا بنجاحها في الحصول على الحقوق الانتخابية الإمبراطورية بشكل دائم، مما جعلها تحتفظ بهذه الامتيازات حصريًا دون مشاركة مع دوقية ساكس-لاونبورغ.